# Centro Cultural Nicaragüense Norteamericano
El Centro Cultural Nicaragüense Norteamericano (CCNN) es una institución cultural y educativa sin fines de lucro, establecida en 1942 en la ciudad de Managua, con el objetivo de fomentar la amistad, el entendimiento mutuo y los lazos culturales entre Estados Unidos y Nicaragua.

## Historia
El CCNN fue fundado durante la Segunda Guerra Mundial como parte de los esfuerzos de diplomacia cultural entre Estados Unidos y América Latina. Desde entonces, ha desempeñado un papel clave en la enseñanza del idioma inglés y en la promoción del intercambio cultural entre ambos países. Cuenta con el respaldo de la Embajada de Estados Unidos en Nicaragua y forma parte de los centros binacionales reconocidos por el Departamento de Estado de EE. UU.

## Actividades y servicios
El CCNN ofrece:
Programas de enseñanza del idioma inglés con certificaciones internacionales
Biblioteca bilingüe "Mark Twain"
Galería de arte contemporáneo "Pierre y Marie Curie"
Conciertos, talleres, ferias educativas y eventos multiculturales
Apoyo a becas y oportunidades de estudio en EE. UU. (como EducationUSA)

## Infraestructura
La sede principal se ubica en el Reparto Bolonia, Managua, y cuenta con aulas modernas, laboratorios de idiomas, auditorio, espacios culturales y un centro de información.

## Impacto cultural y educativo
El CCNN ha formado a miles de estudiantes en el dominio del inglés, y ha sido un punto de encuentro para la expresión artística y la diversidad cultural. También organiza actividades en conjunto con universidades, organizaciones juveniles y otras embajadas.

## Importancia binacional
El centro simboliza la cooperación y la diplomacia cultural entre Nicaragua y Estados Unidos, y se ha mantenido como una de las instituciones más respetadas en el ámbito educativo privado del país